# 松島晃
松島 晃、日本の男性アニメーター、キャラクターデザイナー、アニメーション演出家。ufotable所属。埼玉県出身。

## 人物
ジェック・イー出身。当時は古橋一浩監督作品に作画監督、原画として参加することが多く、古橋が監督を担当した『るろうに剣心 -明治剣客浪漫譚- 』シリーズの全てに参加している。OVA作品『るろうに剣心 -明治剣客浪漫譚- 星霜編』ではキャラクターデザインを務めた。その他、『マリア様がみてる』など多くの作品でキャラクターデザイン、総作画監督を務める。
ufotable参加後は外崎春雄とタッグを組むことが多く、OVA作品『テイルズ オブ シンフォニア THE ANIMATION』以降、ufotableが制作する『テイルズ オブ シリーズ』のアニメーションパートの全てにおいてアニメーションキャラクターデザイン及び総作画監督を務め、外崎が監督を務めている。その他、外崎が監督をするアニメーション作品ではキャラクターデザイン・総作画監督を担当することがほとんどである。
外崎が監督を務め松島がキャラクターデザイン・総作画監督を務めたアニメ作品『鬼滅の刃』は東京アニメアワード2020にて「作品賞 テレビ部門」を受賞。松島自身も「個人賞 アニメーター部門」に選ばれた。松島は2021年、2022年にも「個人賞 アニメーター部門」に選ばれている。

## 参加作品

### テレビアニメ
1995年
- 恐竜冒険記ジュラトリッパー - 動画
- 飛べ! イサミ（1995年 - 1996年） - 原画

1996年
- バーチャファイター - 原画
- 美少女戦士セーラームーン セーラースターズ - 原画
- 水色時代 - 原画
- るろうに剣心 -明治剣客浪漫譚-（1996年 - 1998年） - 作画監督、原画

1997年
- マッハGoGoGo - 原画
- YAT安心!宇宙旅行 - 原画
- ネクスト戦記EHRGEIZ - 原画

1998年
- AWOL -Absent Without Leave- - 原画
- EAT-MAN'98 - OP原画、原画
- 影技 SHADOW SKILL - 原画
- ももいろシスターズ - OP原画
- Weiβ kreuz - 原画

1999年
- 小さな巨人 ミクロマン - 原画
- 火魅子伝 - 原画
- 逮捕しちゃうぞ Special - 原画
- それゆけ!宇宙戦艦ヤマモト・ヨーコ - キャラクター作画監督、原画
- エデンズボゥイ - OP原画、原画
- ジバクくん（1999年 - 2000年） - OP原画
- 仙界伝 封神演義 - 原画
- Blue Gender（1999年 - 2000年） - 原画
- HUNTER×HUNTER（1999年 - 2001年） - 作画監督、OP原画、ED原画、原画

2000年
- 銀装騎攻オーディアン - 原画
- ゲートキーパーズ - 作画監督

2001年
- 破壊魔定光 - OP原画、原画
- スターオーシャンEX - 作画監督、原画
- 逮捕しちゃうぞ SECOND SEASON - OP原画
- フルーツバスケット - 原画
- RAVE（2001年 - 2002年） - キャラクターデザイン、総作画監督、作画監督

2002年
- ドラゴンドライブ（2002年 - 2003年） - 作画監督、原画
- ボンバーマンジェッターズ - OP原画
- GetBackers-奪還屋-（2002年 - 2003年） - 作画監督、OP原画、原画

2003年
- E'S OTHERWISE - 作画監督
- スクラップド・プリンセス - 作画監督、ED原画
- 住めば都のコスモス荘 すっとこ大戦ドッコイダー - 原画
- NARUTO -ナルト-（2003年 - 2005年） - 作画監督、原画

2004年
- マリア様がみてる - キャラクターデザイン、総作画監督、作画監督
- 絢爛舞踏祭 ザ・マーズ・デイブレイク - ED原画
- マリア様がみてる〜春〜 - キャラクターデザイン、総作画監督、作画監督
- お伽草子（2004年 - 2005年） - 原画
- ニニンがシノブ伝 - 原画
- SAMURAI 7 - 原画

2005年
- これが私の御主人様 - 原画
- ガラスの仮面 - 原画
- 交響詩篇エウレカセブン（2005年 - 2006年） - 作画監督、原画
- あまえないでよっ!! - ED原画
- 地獄少女 - OP原画
- BLOOD+ - OP原画

2006年
- ポケットモンスター アドバンスジェネレーション - 原画
- あまえないでよっ!!喝!! - OP原画、原画
- プリンセス・プリンセス - OP原画、原画
- ひまわりっ! - 原画
- シュヴァリエ 〜Le Chevalier D'Eon〜 - 原画

2007年
- ひぐらしのなく頃に解 - OP原画
- キスダム -ENGAGE planet- - OPレイアウト作監

2008年
- 今日からマ王！ 第3シリーズ - OP原画
- 銀魂 - 原画
- 亡念のザムド - ED原画
- 西洋骨董洋菓子店 〜アンティーク〜 - 原画

2009年
- マリア様がみてる 4thシーズン - キャラクターデザイン、総作画監督、作画監督、OP作画監督
- イナズマイレブン - 原画

2010年
- 鋼の錬金術師 FULLMETAL ALCHEMIST - ED作画監督、原画

2012年
- ギルティクラウン - OP原画
- ダンボール戦機W - 原画
- LUPIN the Third -峰不二子という女- - 第二原画

2013年
- 絶園のテンペスト - 原画

2014年
- Fate/stay night [Unlimited Blade Works] - 第二原画
- テイルズ オブ ゼスティリア 〜導師の夜明け〜 - キャラクターデザイン、作画監督、原画

2015年
- GOD EATER - 第二原画

2016年
- テイルズ オブ ゼスティリア ザ クロス（2016年 - 2017年） - キャラクターデザイン、総作画監督、作画監督、OP・ED作画監督、第二原画

2017年
- 活撃 刀剣乱舞 - 作画監督

2019年
- 鬼滅の刃（2019年 - 2024年） - キャラクターデザイン、総作画監督、アイキャッチイラスト
  - 竈門炭治郎 立志編（2019年） - 作画監督、OP・ED作画監督、第19話EDイラストレーション
  - 無限列車編（2021年） - 作画監督、OP作画監督
  - 遊郭編（2021年 - 2022年） - 作画監督、OP作画監督
  - 刀鍛冶の里編（2023年）
  - 柱稽古編（2024年）

### 劇場アニメ
1997年
- 名探偵コナン 時計じかけの摩天楼 - 原画

1999年
- 逮捕しちゃうぞ the MOVIE - 原画

2001年
- デジモンアドベンチャー02 ディアボロモンの逆襲 - 原画
- 頭文字D Third Stage -INITIAL D THE MOVIE- - 原画

2005年
- 劇場版ツバサ・クロニクル 鳥カゴの国の姫君 - 原画

2006年
- ブレイブストーリー - 原画

2010年
- 劇場版イナズマイレブン 最強軍団オーガ襲来 - 原画

2013年
- 魔女っこ姉妹のヨヨとネネ - 作画監督

2017年
- 劇場版 Fate/stay night ［Heaven's Feel］第1章 presage flower - 第二原画

2020年
- 劇場版 Fate/stay night [Heaven's Feel] 第3章 spring song - 原画
- 劇場版 鬼滅の刃 無限列車編 - キャラクターデザイン、総作画監督、作画監督

2025年
- 劇場版 鬼滅の刃 無限城編 第一章 - キャラクターデザイン、総作画監督

### OVA
1996年
- BURN-UP W - 原画

1997年
- 新・湘南爆走族 荒くれKNIGHT - 原画

1999年
- るろうに剣心 -明治剣客浪漫譚- 追憶編 - 作画監督、原画
- Weiβ kreuz verbrechen - 原画

2001年
- R.O.D -READ OR DIE- - 原画
- るろうに剣心 -明治剣客浪漫譚- 星霜編 - キャラクターデザイン、作画監督、原画

2003年
- 新・北斗の拳 - 原画
- KINGDOM of CHAOS -BORN TO KILL- - 作画監督

2006年
- OVA マリア様がみてる 3rdシーズン（2006年 - 2007年） - キャラクターデザイン、総作画監督、OP作画監督

2007年
- テイルズ オブ シンフォニア THE ANIMATION（2007年 - 2012年） - キャラクターデザイン、作画監督、OP原画、原画

2009年
- 鋼の錬金術師 FULLMETAL ALCHEMIST 映像特典 「シンプルな人々」 - 作画監督、原画

2012年
- るろうに剣心 -明治剣客浪漫譚- 新京都編 - 原画

2014年
- 機動戦士ガンダムUC episode 7 - 原画

### ゲーム
2000年
- ペルソナ2 罰 - 原画

2001年
- 東京幽遊 - 原画

2002年
- サーヴィランス 監視者 - 原画
- ドラゴンドライブ タクティクスブレイク - OP原画
- テイルズ オブ デスティニー2 - OP原画

2003年
- 朱-Aka- - OP原画

2004年
- サモンナイト クラフトソード物語2 - 原画

2005年
- サモンナイトエクステーゼ 夜明けの翼 - OP一人原画
- 王宮夜想曲 - OP原画
- サモンナイト クラフトソード物語 〜はじまりの石〜 - 原画
- エウレカセブン TR1:NEW WAVE - OP作画監督

2006年
- 魔界戦記ディスガイア2 - OP原画
- エウレカセブン TR2:NEW VISION - アニメーションキャラクターデザイン、作画監督
- 千夜鬼譚 - キャラクターデザイン、挿絵作画

2007年
- ドラゴンシャドウスペル - OP原画

2008年
- 魔界戦記ディスガイア3 - OP原画

2011年
- テイルズ オブ エクシリア - アニメーションキャラクターデザイン、作画監督

2012年
- テイルズ オブ エクシリア2 - アニメーションキャラクターデザイン、作画監督、EDイラスト、原画

2015年
- テイルズ オブ ゼスティリア - アニメーションキャラクターデザイン、OPアニメーション作画監督、静止画イラスト、原画

2016年
- テイルズ オブ ベルセリア - アニメーションキャラクターデザイン、作画監督、静止画イラスト

2021年
- テイルズ オブ アライズ - アニメーションキャラクターデザイン（茂木貴之と共同）

### その他
- E'S blue to white（2006年） - 原画

## 受賞歴
- 東京アニメアワード2020：個人賞 アニメーター部門[2]
- 東京アニメアワード2021：個人賞 アニメーター部門[3]
- 東京アニメアワード2022：個人賞 アニメーター部門
- Crunchyrollアニメアワード2023：最優秀キャラクターデザイン賞[12]